# Veganuary
Veganuary és un repte anual organitzat per una organització sense ànim de lucre del Regne Unit que promou i educa sobre el veganisme animant la gent a seguir un estil de vida vegà durant el mes de gener. Des que l'esdeveniment va començar l'any 2014, la participació ha augmentat cada any. 400.000 persones es van apuntar a la campanya 2020. La campanya estimava que això representava l'equivalent en diòxid de carboni de 450.000 vols i la vida de més d'un milió d'animals. Veganuary també pot referir-se a l'esdeveniment en si mateix.

## Història
Fundat per Jane Land i Matthew Glover, el primer esdeveniment va ser durant el gener de 2014. El 2015 el projecte va registrar 12.800 inscripcions. A partir d'aquí, les inscripcions van créixer fins a 513.663 el 2021.
El nom "Veganuary" és un mot creuat de "vegà" + "gener" (en anglès). La primera part del compost es pronuncia /ˈviːɡən-/ o /viːˈɡæn-/, mentre que la part -uary està subjecta al mateix tipus de variació que en el cas de la mateixa paraula "gener", per tant /ˈviːɡən.juɛri/ , /viːˈɡæn.jʊəri/, etc.
El 2023, It'll Never Catch On: The Veganuary Story, un documental sobre l'esdeveniment, va comptar amb els vegans Kellie Bright, Jane Fallon, Jasmine Harman, Evanna Lynch, Chris Packham i Benjamin Zephaniah i els xefs vegans Henry Firth i Ian Threasby. Va debutar a la Plant Based World Expo (Exposició Mundial basada en plantes) del novembre de 2023.

## Programa
Veganuary és una campanya de micromecenatge per llançar un repte cada gener per promoure menjar vegà durant el mes.
Els participants s'inscriuen en línia i reben un "kit d'inici" que es pot descarregar i correus electrònics diaris d'assistència. Se'ls ofereix un "kit d'inici vegà" en línia amb guies de restaurants, directoris de productes i una base de dades de receptes. Es recomana als participants que comparteixin imatges i receptes a les xarxes socials, que segons l'acadèmica Alexa Weik von Mossner crea un sentit de comunitat i comunica el missatge que el veganisme és fàcil i divertit.

## Recepció
Gentleman's Quarterly va assenyalar que "és una manera intel·ligent d'introduir una nova manera de pensar en nutrició en una època de l'any en què la nostra ment està configurada per explorar maneres de millorar-nos".
Es va culpar a Veganuary d'una caiguda del gener de 2019 en els rebuts dels pubs del Regne Unit.
Von Mossner assenyala que es poden fer crítiques pel fet que Veganuary utilitza "imatges amb animals d'aspecte feliç i cara de nadó, alhora que minimitza (encara que no omet completament) l'horrible veritat sobre les vides i morts dels animals reals que no obstant això, es sacrifiquen cada dia per al consum humà". Un altre punt de crítica pot ser "l'èmfasi estricte de la campanya en el menjar més que en altres aspectes de l'estil de vida vegà i la visió del món".
Tobias Leenaert va postular que la popularitat de la campanya es pot deure en part a la decisió dels organitzadors de promoure "provar" el veganisme durant un període determinat en lloc de "fer-se vegà", que permet als participants decidir no continuar amb una dieta totalment vegana sense sentir-se com si haguessin fracassat. Von Mossner està d'acord i assenyala el to "alegre" i generalment positiu dels materials promocionals, que inclouen animals atractius i "anomenats freqüentment" amb subtítols com: "Salva el petit Eric". —Tracta de ser vegà aquest gener» en lloc d'imatges de maltractament animal.

## Impacte
Les empreses d'alimentació i els restaurants del Regne Unit han introduït nous productes vegans al gener coincidint amb Veganuary. S'ha vist que els supermercats del Regne Unit, inclòs Tesco, publiquen anuncis que anuncien Veganuary.
La gent dels Estats Units ara és partícip del repte. El 2019, The Washington Post va informar que "el 46 per cent de la gent es va registrar per motius de salut, amb un 34 per cent citant el maltractament animal i només un 12 per cent per problemes climàtics." El 2020, The Houston Chronicle va informar que "Texas era l'estat amb les segones inscripcions més altes als Estats Units." El 2021, The Maine Sunday Telegram va informar que "La participació anual continua sent més gran a Gran Bretanya, però s'està estenent lentament als Estats Units, juntament amb molts altres països com Mèxic, Argentina, Alemanya i Suècia."
El 2022, Veganuary va publicar una baralla de 40 cartes inspiradores anomenada The Vegan Kit.
Des de 2024, els ambaixadors de Veganuary inclouen a Billie Eilish, Paul McCartney i Joaquin Phoenix.
2024 va ser el primer any que Veganuary va llançar la seva campanya a Espanya. Aquest any Veganuary en aquell país va comptar amb el suport de les celebritats espanyoles Dani Rovira, Clara Lago, Elisabeth Larena, Núria Gago, Nathalie Poza i David Pareja.

## Participants
La participació a Veganuary s'ha popularitzat cada vegada més, i el nombre de persones inscrites augmenta cada any:
- 2014 – 3.300 persones[23]
- 2015 – 12.800 persones[5]
- 2016 – 23.000 persones[5]
- 2017 – 50.000 persones[24]
- 2018 – 168.000 persones[25]
- 2019 – 250.000 persones[26]
- 2020 – 400.000 persones[27]
- 2021 – 582.538 persones[28]
- 2022 – 629.000 persones[29]
- 2023 – 706.965 persones[30]
- 2024 - Més de 1.800.000 persones[31]